# Фінал кубка СРСР з футболу 1968
27-й фінал кубка СРСР з футболу відбувся на Центральному стадіоні в Москві 8 листопада 1968 року. У грі взяли участь московське «Торпедо» і ташкентський «Пахтакор».

## Претенденти
«Торпедо» (Москва)
- Чемпіон СРСР (2): 1960, 1965.
- Володар кубка СРСР (3): 1949, 1952, 1960.

«Пахтакор» (Ташкент)
- Найкраще місце у чемпіонаті — 6-те (1962)

## Деталі
| 8.11.1968 |

| «Торпедо» М  | 1 – 0 | «Пахтакор» |
| ------------ | ----- | ---------- |
| Савченко 52' | Звіт  |            |

| Центральний стадіон (Москва) Глядачів: 52 000 Арбітр: Тофік Бахрамов (Баку) |

| ТОРПЕДО         |                    |     |
|                 |                    |     |
| ВР              | Анзор Кавазашвілі  | 89' |
| ЗХ              | Олександр Чумаков  |     |
| ЗХ              | Віктор Шустиков    |     |
| ЗХ              | Леонід Пахомов     |     |
| ЗХ              | Григорій Янець     |     |
| ПЗ              | Давид Паїс         | 80' |
| ПЗ              | Олександр Леньов   |     |
| НП              | Едуард Стрєльцов   |     |
| НП              | Володимир Михайлов |     |
| НП              | Михайло Гершкович  |     |
| НП              | Юрій Савченко      |     |
| Заміни:         |                    |     |
| НП              | Вадим Ніконов      | 80' |
| ВР              | Михайло Скоков     | 89' |
| Тренер:         |                    |     |
| Валентин Іванов |                    |     |

| ПАХТАКОР      |                      |     |
|               |                      |     |
| ВР            | Микола Любарцев      |     |
| ЗХ            | Сергій Доценко       |     |
| ЗХ            | Володимир Штерн      |     |
| ЗХ            | Віктор Науменко      |     |
| ЗХ            | Ахрол Іноятов        |     |
| ПЗ            | Хамід Рахматуллаєв   |     |
| ПЗ            | Віктор Варюхін       |     |
| НП            | В'ячеслав Бекташев   | 74' |
| НП            | Берадор Абдураїмов   |     |
| ПЗ            | Геннадій Красницький |     |
| ПЗ            | Бохадир Ібрагімов    |     |
| Заміна:       |                      |     |
| НП            | Туляган Ісаков       | 74' |
| Тренер:       |                      |     |
| Євген Єлисєєв |                      |     |